# The Report
The Report (stilizzato come The T̶o̶r̶t̶u̶r̶e̶ Report) è un film del 2019 scritto e diretto da Scott Z. Burns.
La pellicola segue le vicende del funzionario Daniel Jones e del comitato ristretto per l'intelligence nell'indagine sull'uso della tortura da parte della CIA in seguito agli attentati dell'11 settembre 2001.

## Trama
Daniel Jones, membro dello staff di Dianne Feinstein del Senato degli Stati Uniti, viene assegnato ad un'indagine del comitato ristretto per l'intelligence circa il programma di detenzione ed interrogatorio della CIA durante la presidenza Bush. Jones scoprirà le brutali, quanto immorali ed inefficaci tecniche di interrogatorio adottate dagli agenti dopo gli attentati dell'11 settembre 2001. Quando il rapporto sta per essere svelato, la stessa CIA e Denis McDonough, capo di gabinetto del presidente degli Stati Uniti d'America Obama, faranno il possibile per impedire che il mondo sappia.

## Produzione
Il titolo iniziale del film era The Torture Report. Il progetto è stato annunciato ad inizio aprile 2018 insieme alla scelta di Scott Z. Burns come regista e sceneggiatore, e gli attori principali Adam Driver, Annette Bening, Jon Hamm e Jennifer Morrison. I diritti di distribuzione della pellicola sono stati acquistati da Amazon per 14 milioni di dollari.
Le riprese del film sono iniziate il 16 aprile 2018 a New York.

## Promozione
Il primo teaser trailer del film viene diffuso il 22 agosto 2019.

## Distribuzione
La pellicola è stata presentata al Sundance Film Festival 2019 il 26 gennaio; inizialmente fissata per il 27 settembre 2019, viene distribuita nelle sale cinematografiche statunitensi a partire dal 15 novembre e successivamente su Amazon Prime Video dal 29 novembre, due settimane dopo l'uscita nelle sale. In Italia viene distribuito nelle sale solo dal 18 al 20 novembre 2019 prima di arrivare sulla piattaforma Prime Video dal 29 dello stesso mese.

## Accoglienza

### Critica
La stampa ha accolto molto positivamente il film dopo la première al Sundance Festival. Sull'aggregatore Rotten Tomatoes il film riceve l'81% delle recensioni professionali positive, con un voto medio di 7,18 su 10, basato su 210 critiche, mentre su Metacritic ottiene un punteggio di 66 su 100 basato su 33 critiche.

## Riconoscimenti
- 2020 - Golden Globe[11]
  - Candidatura per la miglior attrice non protagonista in un film ad Annette Bening